# شابكة الجذع
شابِكَةُ الجِذْع (الاسم العلمي: Dictyocaulus)، جنس طفيليات من الديدان الأسطوانية تصيب الشعب الهوائية للخيول والأغنام والماعز والغزلان وبقية المواشي. Dictyocaulus arnfieldi هي الدودة الرئوية التي تصيب الخيول والحمير، وشابِكَةُ الجِذْعِ الوَلُودَة (Dictyocaulus viviparus) هي دودة رئوية تصيب المجترات.